# Crassigyrinus
Crassigyrinus (van het Latijn: crassus, 'dik' en Grieks: γυρίνος Grieks: gyrínos, 'kikkervisje') is een geslacht van uitgestorven vleesetende stamtetrapoden uit de Limestone Coal Group uit het Vroeg-Carboon van Schotland en mogelijk Greer, West Virginia. Het type-exemplaar werd oorspronkelijk beschreven als Macromerium scoticum en miste een complete schedel. Met latere ontdekkingen is Crassigyrinus nu bekend van drie schedels, waarvan er één in articulatie is met een redelijk compleet skelet, en twee onvolledige onderkaken. Crassigyrinus groeide tot twee meter lang, in combinatie met kleine ledematen en ongewoon grote kaken. Crassigyrinus is taxonomisch raadselachtig en heeft paleontologen tientallen jaren in de war gebracht met zijn schijnbare visachtige en tetrapode kenmerken. Het werd traditioneel geplaatst binnen de groep Labyrinthodontia samen met vele andere vroege tetrapoden. Sommige paleontologen hebben het zelfs beschouwd als de meest basale tetrapode van de kroongroep, terwijl anderen aarzelen om het zelfs maar in de superklasse Tetrapoda te plaatsen. Crassigyrinus had ongewoon grote kaken, waardoor hij andere dieren kon eten die hij kon vangen en doorslikken. Het had twee rijen scherpe tanden in zijn kaken, de tweede rij had een paar hoektanden. Crassigyrinus had grote ogen, wat suggereert dat hij óf 's nachts leefde óf in erg troebel water leefde.

## Beschrijving
Crassigyrinus had een gestroomlijnd lichaam tot twee meter lang. Zijn ledematen waren klein en vrijwel onbruikbaar, wat impliceert dat het dier bijna volledig in het water leefde. Crassigyrinus had ongewoon grote kaken, uitgerust met twee rijen scherpe tanden, de tweede rij met een paar palatinale hoektanden. Studies hebben aangetoond dat Crassigyrinus zijn bek tot wel zestig graden wijd kon openen, wat suggereert dat het een krachtig roofdier was met een sterke beet. Dit suggereert sterk dat het bij uitstek geschikt was om vis te vangen, en het dier was waarschijnlijk een snel bewegend roofdier.
Verschillende verdikte botruggen liepen langs de dorsale middenlijn van de snuit en tussen de ogen, en verschillende paleontologen hebben gesuggereerd dat ze de schedel hielpen om stress te weerstaan wanneer het dier een prooi beet. Crassigyrinus had grote ogen, wat suggereert dat hij ofwel 's nachts leefde, ofwel in zeer troebel water leefde. Het bezat grote otische (spiraculaire) inkepingen, die waarschijnlijk plaats boden aan een spiracle in plaats van aan een trommelvlies.
Zijn eigenaardige onvolgroeide voorpoten waren klein en het opperarmbeen was slechts vijfendertig millimeter lang (het hele dier was ongeveer anderhalve meter lang). Verschillende foramina op de oppervlakken van het opperarmbeen lijken erg op die van Ichthyostega, Acanthostega en kwastvinnige vissen als Eusthenopteron. De achterpoten waren veel groter dan de voorpoten, en in het bekken miste het darmbeen een benige verbinding met de wervelkolom (een klassiek kenmerk van aquatische tetrapoden). Hoewel er aanwijzingen zijn dat de Crassigyrinus uiteindelijk zijn ledematen verloor, is er tegenbewijs dat hij zijn ledematen gebruikte om te bewegen, zoals bewezen door genezing van de botten in geval van letsel. Het feit dat er een behoefte was om de ledematen te genezen, moet betekenen dat er op een gegeven moment een belangrijkheid van de ledematen was, die toen verloren ging. Aangenomen wordt dat de staart, die alleen bekend is van enkele wervelfragmenten, lang en zijdelings samengedrukt is geweest.